# Integrated Project Delivery
Integrated Project Delivery, сокр. IPD (на русский язык приблизительно переводится как реализация комплексных строительных проектов) – подход к реализации инвестиционных строительных проектов в капитальном строительстве, при котором возможности и интересы всех участников инвестиционного цикла складываются в единый процесс, направленный на снижение затрат и повышение эффективности на всех стадиях планирования, проектирования и строительства.
В рамках комплексного строительного проекта происходит тесное взаимодействие между заказчиком строительства, генеральным проектировщиком и генеральным подрядчиком, который участвует в инвестиционном проекте от самой ранней, предпроектной стадии, до сдачи объекта в эксплуатацию. Принципы реализации комплексного строительного проекта фиксируются в особых договорных отношениях между всеми участниками строительства.

## История
Впервые принципы IPD были сформулированы в мае 2007 года в докладе Integrated Project Delivery — A Working Definition рабочей комиссии междисциплинарной группы Integrated Project Delivery Task Force, которая спонсируется Американским институтом архитекторы и компанией McGraw-Hill Construction.